# Карпилівська сільська рада (Срібнянський район)
Карпилівська сільська́ ра́да — колишній орган місцевого самоврядування у Срібнянському районі Чернігівської області. Адміністративний центр — село Карпилівка.

## Загальні відомості
- Територія ради: 54,7 км²
- Населення ради: 889 осіб (станом на 2001 рік). З них: село Карпилівка — 523 особи, Лебединці — 366 осіб.
- Відстань до районного центру шосейними шляхами — 12 кілометрів.

## Населені пункти
Сільській раді були підпорядковані населені пункти:
- с. Карпилівка
- с. Лебединці

## Історія
Карпилівська сільська рада зареєстрована 1980 року. Стала однією з 11-ти сільських рад Срібнянського району і одна з восьми, яка складається більше, ніж з одного населеного пункту.

## Склад ради
Рада складалася з 14 депутатів та голови.
- Голова ради: Бринза Ігор Михайлович
- Секретар ради: Коваленко Олена Миколаївна

### Керівний склад попередніх скликань
| ПІБ                      | Основні відомості                                                                                   | Дата обрання | Дата звільнення |
| ------------------------ | --------------------------------------------------------------------------------------------------- | ------------ | --------------- |
| Ляшенко Ганна Петрівна   | Сільський голова, 1957 року народження, член Народної партії                                        | 26.03.2006   | 31.10.2010      |
| Коваленко Ніна Дмитрівна | Сільський голова, 1967 року народження, освіта середня загальна, позапартійна                       | 31.10.2010   | 05.11.2015      |
| Бринза Ігор МИхайлович   | Сільський голова, 1971 року народження, освіта: базова- вища, блок Петра Порошенка " Солідарність " | 05.11.2015   |                 |

Примітка: таблиця складена за даними джерела

### Депутати
За результатами місцевих виборів 2010 року депутатами ради стали:

#### За суб'єктами висування
| Суб'єкт висування                                       | Кількість обраних депутатів | %    |
| ------------------------------------------------------- | --------------------------- | ---- |
| Солідарність                                            | 6                           | 42,9 |
|                                                         | 5                           | 35,7 |
| Комуністична партія України                             | 2                           | 14,3 |
| Політична партія Всеукраїнське об'єднання «Батьківщина» | 1                           | 7,1  |

#### За округами
| № округу                                                | Прізвище, ім'я, по батькові       | Дата визнання обраним | Освіта         | Партійна приналежність            | Відомості про обраного депутата                                    |
| ------------------------------------------------------- | --------------------------------- | --------------------- | -------------- | --------------------------------- | ------------------------------------------------------------------ |
| Блок Петра Порошенка                                    |                                   |                       |                |                                   |                                                                    |
| 4                                                       |                                   | 03.11.2010            | Освіта середня | член Комуністичної партії України | тимчасово не працює                                                |
| 14                                                      | Ткаченко Іван Миколайович         | 03.11.2010            | Освіта середня | член Комуністичної партії України | пенсіонер                                                          |
| Народна Партія                                          |                                   |                       |                |                                   |                                                                    |
| 1                                                       | Крапива Ніна Миколаївна           | 03.11.2010            | Освіта вища    | член Народної партії              | Карпилівська сільська рада, головний спеціаліст-головний бухгалтер |
| 6                                                       | Шевченко Антоніна Альбертовна     | 03.11.2010            | Освіта середня | позапартійна                      | приватний магазин, продавець                                       |
| 7                                                       | Глушко Валентина Миколаївна       | 03.11.2010            | Освіта вища    | член Народної партії              | приватний магазин, продавець                                       |
| 8                                                       | Коваленко Олена Миколаївна        | 03.11.2010            | Освіта вища    | позапартійна                      | Карпилівська сільська рада, секретарсільської ради                 |
| 9                                                       | Ковганенко Ганна Григорівна       | 03.11.2010            | Освіта середня | позапартійна                      | Карпилівська сільська рада, спеціалістземлевпорядник               |
| 13                                                      | Матка Юлія Миколаївна             | 07.11.2010            | Освіта вища    | позапартійна                      | Лебединський фельдшерсько акушерський пункт, завідувачка           |
| Партія регіонів                                         |                                   |                       |                |                                   |                                                                    |
| 2                                                       | Степаненко Наталія Григорівна     | 03.11.2010            | Освіта вища    | позапартійна                      | Карпилівська загальноосвітня школа, кураторорганізатор             |
| 3                                                       | Нагла Валентина Миколаївна        | 03.11.2010            | Освіта вища    | член Партії регіонів              | Карпилівська загальноосвітня школа, вчитель                        |
| 10                                                      | Калантиренко Олександра Іллінічна | 03.11.2010            | Освіта вища    | позапартійна                      | СТОВ «Батьківщина», зоотехнік                                      |
| 11                                                      | Безверхня Світлана Миколаївна     | 03.11.2010            | Освіта середня | член Партії регіонів              | тимчасово не працює                                                |
| 12                                                      | Калантиренко Сергій Іванович      | 03.11.2010            | Освіта середня | член Партії регіонів              | СТОВ «Батьківщина», водій                                          |
| Політична партія Всеукраїнське об'єднання «Батьківщина» |                                   |                       |                |                                   |                                                                    |
| 5                                                       | Матка Раїса Василівна             | 03.11.2010            | Освіта вища    | позапартійна                      | Карпилівська сільська бібліотека, бібліотекар                      |

## Освіта
На території сільради діє Карпилівська ЗОШ I-III ст. та Карпилівський ДНЗ.